# Adela Castell
Adela Castell de López Rocha (Paysandú, 1864 - 1926) va ser una mestra, assagista i poeta uruguaiana.

## Biografia
Adela Castell Ducrosé va néixer a Paysandú en 1864 sent els seus pares Francisco Castell i Adelaida Ducrosé Castell. Va esdevenir mestra el 1880 i el 1882 va ser nomenada sub-directora del Instituto Normal de Señoritas treballant al costat de la seva germana Dorila Castell de Orozco qui dirigia l'institut en aquells anys. El 1886 es va graduar de mestra de 3r grau i a l'any següent va començar a exercir com a directora a la primera escola d'aplicació de l'Uruguai.
Va brindar conferències sobre temes educatius a Uruguai i Paraguai, sent la primera dona uruguaiana a haver-hi dissertat en ambdues repúbliques. Al Congrés Científic Americà realitzat a Montevideo el 1900 va presentar el treball "Relació entre les escoles d'aplicació i les normals".
Els seus textos, en prosa i vers, van aparèixer en diferents mitjans de premsa i publicacions d'ensenyament, com La Ondina del Plata, La Floresta Uruguaya, La Alborada del Plata, Boletín de enseñanza, El Almanaque Sudamericano, La Revista Nacional i Caras y Caretas  (1890), entre altres diaris i periòdics publicats tant a Uruguai com a l'Argentina. A vegades va utilitzar el pseudònim "Zulema" per escriure les seves poesies i opinions.
Així mateix va ser una destacada autora de textos poètics, els quals va recitar en diferents ocasions en territori uruguaià i argentí. Una d'aquestes ocasions va tenir lloc en el Club uruguaià de Buenos Aires.